# Helene Frühwirth
Helene Valerie Frühwirth (Viena, 11 de agosto de 1983) es una deportista austríaca que compite en ciclismo de montaña en la disciplina de descenso. Ganó una medalla de bronce en el Campeonato Mundial de Ciclismo de Montaña de 2017, en la prueba de campo a través para cuatro.

## Medallero internacional
| Campeonato Mundial | Campeonato Mundial   | Campeonato Mundial | Campeonato Mundial    |
| Año                | Lugar                | Medalla            | Competición           |
| ------------------ | -------------------- | ------------------ | --------------------- |
| 2017               | Val di Sole (Italia) | Medalla de bronce  | Campo a través para 4 |